# Фреми, Эдмон
Эдмо́н Фреми́ (фр. Edmond Frémy; 1814—1894) — французский химик.

## Биография
Эдмон Фреми родился 28 февраля 1814 года в городе Версале. Работал вначале под руководством своего отца, Франсуа Фреми, профессора химии в сен-сирской военной школе, в 1839 г. сделался ассистентом Гей-Люссака, в 1842 году назначен экстраординарным профессором естественно-исторического музея. В 1846 году занял кафедру химии в политехнической школе, а с 1850 до 1892 год состоял ординарным профессором в естественно-историческом музее, занимая в то же время и пост директора его.
В 1864 году он учредил в музее, при содействии Шеврёля, первую бесплатную химическую лабораторию для научных исследований, которая привлекла огромное число занимающихся. Открыл метасурьмяную кислоту, аммиачные соединения кобальта, пальмитиновую кислоту, олеин и способ получения искусственных драгоценных камней, предшественник метода Вернейля.
Другие его работы касаются исследования винной и молочной кислот, пектиновых веществ, целлюлозы, хлорофилла, состава костей, белка и мышц. Ему также обязаны открытием гидролиза жиров в присутствии серной кислоты для приготовления стеарина и целым рядом других важных открытий в области производства стекла, цемента, железа, стали, искусственного удобрения и проч.
Вместе с Эдмоном Беккерелем он открыл, что озон является аллотропией кислорода. Член Французской академии наук (1857), член-корреспондент Петербургской академии наук c 07.12.1856 года по отделению физико-математических наук (разряд химии).

## Труды
Кроме многочисленных статей, напечатанных в «Annales de chimie», он издал в сотрудничестве со своим учителем Пелузом:
- «Traité de chimie générale» (1854—1857),
- «Chimie élémentaire»
- «Abrégé de chimie», выдержавшие множество изданий.

Кроме того, он вместе с другими учеными издавал «Encyclopédie chimique» (1881—94). Из других его трудов отметим:
- «Les volontaires de la science» (1868),
- «Conférences sur l’oxygène et l’ozone» (1866),
- «Le métal à canon» (1874),
- «Recherches sur la betterave à sucre» (1875)
- «Sur la génération des ferments» (1875).